# Mohamed Saghir
Mohamed Saghir est un footballeur marocain né le 24 juin 1934 à Marrakech (Maroc). Il évoluait comme attaquant à AS Troyes-Savinienne dans les années 1950. 

## Carrière de joueur
- avant 1954:  KACM
- 1954-1956:  AS Troyes-Savinienne (en Division 1)
- 1956-1957:  CA Paris (en Division 2)
- 1957-1958:  AS Troyes-Savinienne (en Division 2)